# 山口県立下関南高等学校
山口県立下関南高等学校（やまぐちけんりつ しものせきみなみこうとうがっこう、英語: Yamaguchi Prefectural 
Shimonoseki Minami High School）は、山口県下関市後田町一丁目に所在する公立高等学校。略称は｢南｣（みなみ）、｢南高｣（みなみこう）。

## 概要
歴史
1905年（明治38年）創立の「下関市立下関高等女学校」を前身とする。1948年（昭和23年）の学制改革により、新制の女子高等学校となった。翌1949年（昭和24年）に「山口県立下関南高等学校」に改称。1950年（昭和25年）に山口県立下関西高等学校に統合された後、1954年（昭和29年）に再び「山口県立下関南高等学校」として独立。2003年（平成15年）より男女共学となった。2015年（平成29年）に創立110周年を迎えた。
設置課程・学科
全日制課程 普通科
校訓
「日々に磨かん智と徳と」
校歌
明治44年11月制定。作詞は芳賀矢一、作曲は島崎赤太郎による。歌詞は3番まであるが、3番の歌詞内に「女子（おみな）」という言葉が入っているため、男女共学化以降は、学校行事などでは2番までしか歌われない。
一、

硯の海を前にして
呼べばこたふる文字が関
所の名さえふさはしき
学びの庭の楽しさよ
二、

寿永の遠きそのかみを
思へばあはれ壇の浦
磯うつ波は今もなほ
昔語りをささやけり
生徒数
１年生（2023年度入学生）160名
２年生（2022年度入学生）160名
３年生（2021年度入学生）130名
合計 450名
施設
主な施設 特別教室棟、管理棟、HR棟、実習棟、体育館、音楽堂、部室棟、弓道場、テニスコート、プール、屋外運動場
部活動
運動部 ― ハンドボール部、バスケットボール部、弓道部、新体操部、卓球部、バドミントン部、バレーボール部、ソフトテニス部、陸上競技部
文化部 ― 演劇部、ESS部、管弦楽部、コンピュータ部、JRC部、書道部、美術部、文芸部、箏曲部、茶道部、被服手芸部、漫画研究部、生活クリエイト部
主な進学・就職先
＊2018～2020年度（現役生のみ）
- 国公立大学 ─ 京都大学、北海道大学、大阪大学、九州大学、広島大学、熊本大学、鹿児島大学、山口大学、下関市立大学、長崎大学、鳥取大学、九州工業大学、福岡教育大学、山口県立大学、北九州市立大学
- 私立大学 ─ 同志社大学、立命館大学、明治学院大学、立教大学、京都外国語大学、関西大学、近畿大学、関西学院大学、神戸学院大学、岡山理科大学、広島工業大学、東亜大学、梅光学院大学、西南学院大学、福岡大学、西南女学院大学

## 沿革
- 1905年（明治38年）4月28日 - 「下関市立下関高等女学校」が創立。
- 1928年（昭和3年）4月1日 - 県立移管により、「山口県立下関高等女学校」に改称。
- 1944年（昭和19年）- 軍需工場等への学徒動員が始まる。
- 1945年（昭和20年）
  - 4月 - 学校での授業を停止。ただし学徒動員は継続。
  - 9月 - 終戦により、授業を再開。
- 1946年（昭和21年）4月 - 修業年限が5年となる（4年で卒業することもできた）。
- 1947年（昭和22年）4月1日 - 学制改革（六・三制の実施）が行われる。
  - 高等女学校の募集を停止。
  - 新制中学校を併設し（名称:山口県立下関高等女学校併設中学校、以下・併設中学校）、高等女学校1・2年修了者を新制中学校2・3年生として収容。
  - 併設中学校は経過措置としてあくまで暫定的に設置されたため、新たに生徒募集は行われず在校生が2・3年生のみの中学校であった。
  - 高等女学校3・4年修了者はそのまま在籍し、4・5年生となった（ただし4年で卒業することもできた）。
- 1948年（昭和23年）4月1日 - 学制改革により高等女学校が廃止され、新制高等学校「山口県立下関女子高等学校」が発足。
  - 高等女学校卒業者（5年修了者）を新制高校3年生、高等女学校4年修了者を新制高校2年生、併設中学校卒業者（3年修了者）を新制高校1年生として収容。
  - 併設中学校を継承し（名称：山口県立下関女子高等学校併設中学校）、在校生が1946年（昭和21年）に旧制中学校へ最後に入学した3年生のみとなる。
- 1949年（昭和24年）4月21日 - 「山口県立下関南高等学校」となる。
- 1950年（昭和25年）4月1日 - 山口県立下関西高等学校に統合され、「南校舎」となる。
- 1951年（昭和26年）3月31日 - 東部分校を山口県立下関東高等学校（現在の山口県立豊浦高等学校）に移管。
- 1954年（昭和29年）4月1日 - 南校舎が分離し「山口県立下関南高等学校」として独立（再設置）。
- 2003年（平成15年）4月1日 - 単位制に移行、男女共学化。
- 2015年（平成27年） 実習棟の工事終了。実習棟新設。
- 2016年（平成28年） 全教室に空調設備設置。

## 学校行事
（公式学校行事のみ）
- 4月
  - 入学式
  - 始業式
  - 対面式
  - 離任式
  - 課題考査
  - 健康診断
  - スポーツテスト

- 5月
  - 一学期中間考査
  - 進路講演会

- 6月
  - 南高祭（文化祭）
  - 一学期期末考査（～7月初旬）

- 7月
  - 大学企業訪問（1・2年生）
  - クラスマッチ
  - 終業式
  - 課外授業（～8月初旬）

- 8月
  - 夏休み
  - 学校見学会

- 9月
  - 始業式
  - 課題考査
  - 体育大会

- 10月
  - 二学期中間考査

- 12月
  - 二学期期末考査
  - 修学旅行（2年生）
  - 終業式

- 1月
  - 始業式
  - 課題考査

- 2月
  - 生徒総会
  - 学年末考査（1・2年生）

- 3月
  - 卒業式
  - クラスマッチ（1・2年生）
  - 修了式

- その他、各種模試・講演会等が実施される。

## 最寄りの主要施設
- 梅光学院大学
- 下関運動公園
  - セービング陸上競技場
  - J:COMアリーナ下関

- 下関市立市民病院
- NHK山口放送局下関ラジオ中継放送局
- 下関市立文関小学校
- 下関市立日新中学校
- 下関市立向洋中学校
- 山口県立下関西高等学校
- 下関商業高等学校
- 山口県立下関双葉高等学校
- 早鞆高等学校
- マクドナルド東駅店
- マルショク東駅店（旧サンリブ東駅店が新築リニューアル）
- ココカラファインサンタウン東駅店
- セブンイレブン後田町店
- ダイレックス幡生店
- 西中国信用金庫後田支店
- よしみず病院
- 下関自動車学校

## 最寄り駅
- 山陽本線・山陰本線 幡生駅より徒歩20～40分

## 最寄りバス停
- サンデン交通・東駅バス停（JR下関駅行きバス乗り場）より徒歩数分（東駅バス停側に下関南高校へ続く階段あり）

## 著名な出身者
- 香月泰男 - 美術教員として赴任
- 菊田あや子 - リポーター/女優/司会者・MC/キャスター/評論家・コメンテーター
- 水上はるこ - 元雑誌編集者、音楽評論家、翻訳家[2]
- 萱間真美 - 看護学者、博士(保健学 東京大学)、国立看護大学校長、元聖路加国際大学教授